# Binali Yıldırım
Binali Yıldırım (Refahiye, 20 de dezembro de 1955) é um político turco. Foi o 27º e último primeiro-ministro da Turquia antes da abolição do posto pela reforma constitucional de 2017. Desde 12 de julho de 2018 é o presidente do Parlamento da Turquia. É filiado ao Partido da Justiça e Desenvolvimento (AKP).
Atuou anteriormente como o ministro dos Transportes e das Comunicações quase continuamente entre 2002 e 2013 e novamente entre 2015 e 2016. Entre 2014 e 2015, atuou como assessor sênior Recep Tayyip Erdoğan.